# Orthosia ella
Orthosia ella är en fjärilsart som beskrevs av Butler 1878. Arten ingår i släktet Orthosia och familjen nattflyn. Inga underarter finns listade i Catalogue of Life. Typlokalen är Yokohama i Japan och den förekommer i nordöstra Kina, Korea och Japan. 